# ناجي حكيم
ناجي حكيم (بالفرنسية: Naji Hakim)‏ هو عازف الأرغن وملحن وعازف بيانو فرنسي، ولد في 31 أكتوبر 1955 في بيروت في لبنان.

## وصلات خارجية
- الموقع الرسمي
- ناجي حكيم على موقع ميوزك برينز (الإنجليزية)
- ناجي حكيم على موقع أول ميوزيك (الإنجليزية)
- ناجي حكيم على موقع ديسكوغز (الإنجليزية)